# Alfred Freddy Krupa
Alfred Freddy Krupa (Karlovac, 14 giugno 1971) è un pittore croato.

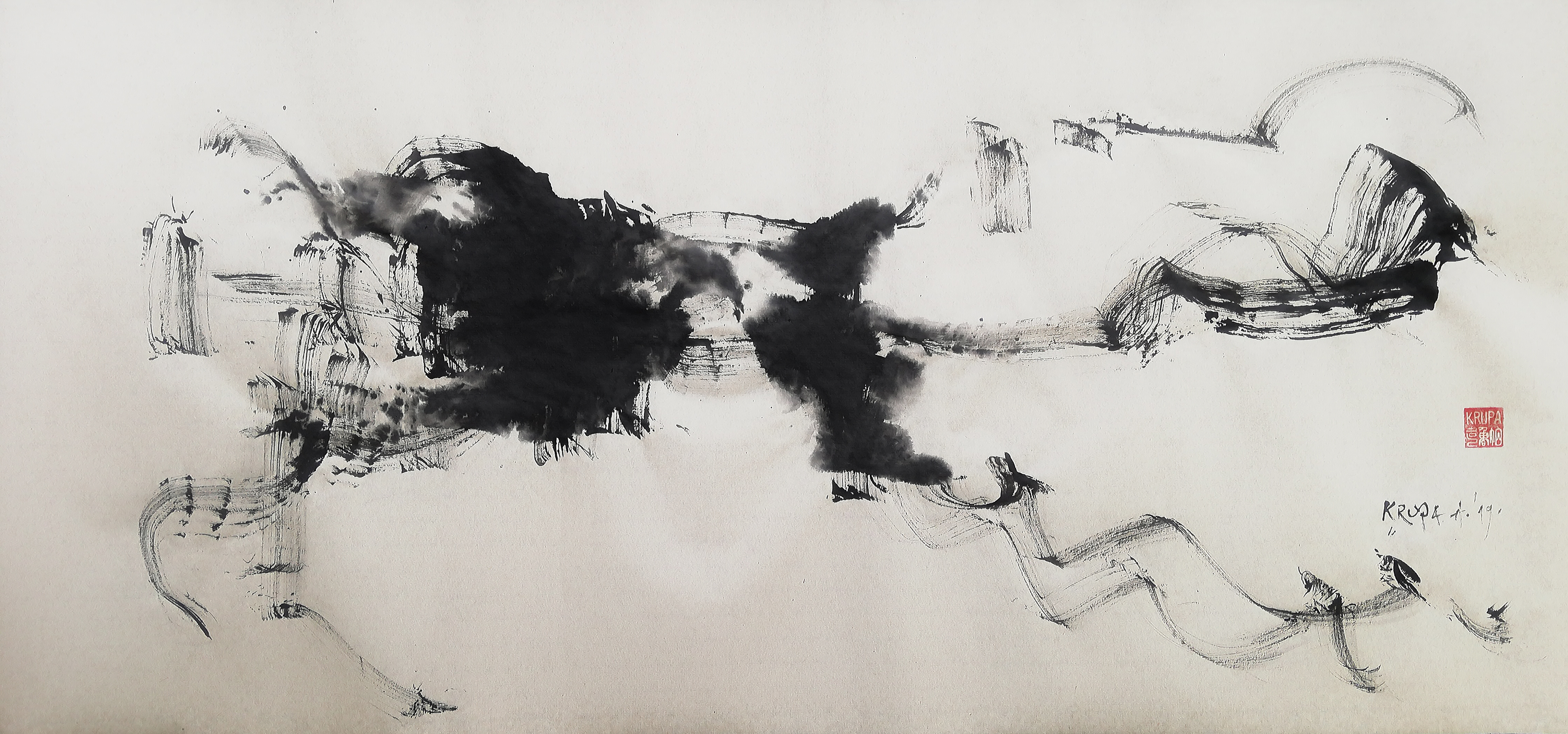
Fiume Kupa a Ladešići

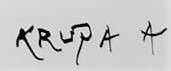
Firma artistica del pittore Alfred Freddy Krupa

Krupa è stato descritto dalla rivista Aesthetica come "una forza pioniera nel movimento New Ink Art", per il quale ha ottenuto riconoscimenti internazionali.
Nell'aprile 2023 viene insignito dell'Ordine della Danica Hrvatska (Stella croata) la figura di Marko Marulić per i grandissimi servizi alla cultura.L'Ordine dispone dell'unica classe di Cavaliere/Dama di Gran Croce.
A partire dall'ottobre del 2020, con l'indice di popolarità storica (HPI) del Massachusetts Institute of Technology di 47.05, Alfred Freddy Krupa è l'80° pittore in vita più famoso del mondo, il quinto pittore croato di tutti i tempi e il più celebre pittore croato vivente.

## Biografia

### Formazione scolastica
Nipote e allievo di Alfred Krupa (1915-1989), si è laureato in pittura nel 1995 presso l'Accademia di Belle Arti di Zagabria nella classe di Zlatko Kauzlarić Atač, con una tesi sull'acquerello. 
Nel 1992 ha ricevuto una borsa di studio dalla città di Karlovac e nel 1998 una dal governo giapponese presso la Tokyo Gakugei University, Research Institute for Fine Arts. 
Nel 2005 ha acquisito il titolo di "professore di disegno e pittura" presso l'Istituto per l'educazione della Repubblica di Croazia.

### Opere
Krupa è l'autore dei primi ritratti ufficiali del sindaco della città di Karlovac e del prefetto della contea, del presidente della Repubblica di Croazia Franjo Tuđman e dell'ultimo re del Ruanda Jean Baptiste Kigeli V (1936-2016).
Il curatore del Padiglione d'arte a Zagabria, Stanko Špoljarić, descrive l'arte di Krupa come segue: "Krupa governa sovranamente la composizione, la densità e l'apertura delle 'masse', ottenendo spazio e comfort con mezzi ridotti."
Dare al candore della carta la massima attività artistica. Krupa riesce a collegare l'immediatezza nell'ingegnosità della tessitura del disegno e la 'razionalità' nell'organizzazione del lavoro, un gioco dietro il quale si nasconde l'intenditore"
L'autrice Milica Jović nel suo articolo per Highlark Magazine con sede a New York ha scritto che 'Krupa, il creatore del New Ink Art Manifesto, è considerato la figura cardine del movimento Western New Ink Art' (Highlark Magazine, New York, 2019).
Alfred Freddy Krupa è stato ampiamente studiato da The Allgemeines Kunstlerlexikon (AKL) - Dizionario biografico mondiale degli artisti. AKL nel suo articolo scrive sull'artista: "Nel suo manifesto (New Ink Art Manifesto, 1996, pubb. 2019) Krupa descrive la sua pittura a inchiostro come un'interpretazione dell'arte moderna occidentale con i mezzi della tecnica dell'inchiostro dell'Asia orientale, come una combinazione di pittura contemporanea e calligrafia tradizionale cinese-giapponese. A questo proposito, è considerato il principale rappresentante della pittura a inchiostro europea moderna.
I direttori generali di alcune delle principali fiere d'arte in Europa e negli Stati Uniti lo hanno incluso nella Lista d'oro dei migliori artisti contemporanei di oggi (The Gold List of the Top Contemporary Artists of Today) nel 2022.

### Collezioni
Le opere originali di Krupa su carta si trovano al Museum of Modern Art a New York (MoMA Manhattan Artists' Books Collection), alla Tate a Londra (Special Library Collection), al Silesian Museum a Katowice (Polonia), alla Modern Gallery di Zagabria, all'Alfredo Guati Rojo National Watercolour Museum di Città del Messico, presso l'Ufficio del Presidente della Repubblica Croata, al Museo Internazionale dell'Acquarello (Fabriano), all'Orange Regional Gallery (Nuovo Galles del Sud, Australia) e in altre collezioni pubbliche, aziendali e private.